# أندي لاركن (لاعب كرة قاعدة)
أندي لاركن (بالإنجليزية: Andy Larkin)‏ هو لاعب كرة قاعدة أمريكي، ولد في 27 يونيو 1974 في شيلان في الولايات المتحدة.

## وصلات خارجية
- أندي لاركن على موقعبيزبول رفرنس.كوم (الدوري الرئيسي) (الإنجليزية)
- أندي لاركن على موقعبيزبول رفرنس.كوم (الدوري الثانوي) (الإنجليزية)
- أندي لاركن على موقع مشجعي الرسوم البيانية (الإنجليزية)